# Gmina Nowe Warpno
Die Gmina Nowe Warpno ist eine Stadt- und Landgemeinde in der Woiwodschaft Westpommern in Polen. Sie gehört zum Powiat Policki und umfasst eine Fläche von 197,88 km² bei über 1600 Einwohnern. Im Südosten grenzt die Stadt- und Landgemeinde an die Gmina Police, im Norden an das Stettiner Haff und im Westen grenzt die Stadt- und Landgemeinde an Deutschland.
Der Gemeinde gehören folgende Ortschaften an:
| - Stadt: - Nowe Warpno (Neuwarp) - Ortsteile (Schulzenämter): - Brzózki (Althagen) - Warnołęka (Wahrlang) | - Andere Ortschaften: - Maszkowo (Moritzhof) - Mszczuje (Moorbrück) - Myślibórz Mały (Klein Mützelburg) - Myślibórz Wielki (Groß Mützelburg) - Popielewo (Haffhorst) - Trzebieradz (Horst Försterei) | - Verlassene Ortschaften: - Białcz (Düsterort Försterei) - Cieszkowice (Herrnhof) - Dobiesław (Charlottenberg) - Gosienica (Hedwigshof) - Karpinek (Krug bei Karpin) |  |